# Evergreen (Skoop On Somebodyの曲)
「evergreen」（エヴァーグリーン）は、日本のR&BグループのSkoop On Somebodyが2019年3月28日にリリースした4曲目の配信限定シングル。

## 概要
TAKEのボーカルとKO-ICHIROのピアノのみで演奏された楽曲。

## 収録曲
1. evergreen
  - 作詞・作曲・編曲：S.O.S.